# Tècnica dels colombins
La tècnica dels colombins és una de les formes de fer ceràmica més antiga realitzada per moltes cultures al llarg de la prehistòria i història. També és coneguda vulgarment com la tècnica dels xurros. És una manera de donar volum i forma al material argilós per la confecció d'una peça.

## El modelat
La ceràmica és un producte sintètic d’una seqüència formada per sis accions successives: la selecció, l’aprovisionament de matèries primeres, i el tractament d’aquestes; el modelatge; el tractament de superfícies; la decoració (opcional); l’assecament; i la cocció; fins, finalment, atorgar-li una funcionalitat específica a cada peça.
El modelatge és el procés en el qual es modifica la matèria primera i s’obté la forma i el volum dels recipients, està fet a mà. Aquest pot ser descrit en termes de mètodes, tècniques, gestos, operacions i eines emprades. Pel que fa a les tècniques poden distingir-se diverses variants diferents: el buidatge, a motlle, la unió de planxes i la unió de colombins. Fins i tot, en una mateixa peça es poden utilitzar més d’una tècnica simultàniament.

## Accions de la tècnica dels colombins
Aquesta tècnica es realitza amb una massa d'argila que es troba en estat plàstic i humida. Aquest estat permet que es pugui modificar la forma durant tot el procés.
Per la confecció dels colombins, cal premsar i enrotllar l'argila de manera horitzontal sobre una superfície plana o en les mateixes mans. La grossor i la longitud d'aquests serà variable segons l'artesà i altres paràmetres.
A continuació, s'enrotllen i se superposen de manera concèntrica a sobre d'una base fins que la peça aconsegueixi la forma i l'altura requerida. Aquesta base també pot haver estat formada per colombins o bé per una placa.
La unió dels colombins es pot fer mitjançant l'encavalcadura tant interior com exterior de les parets del vas. O també amb l'ajuda d'eines específiques i barbotina.

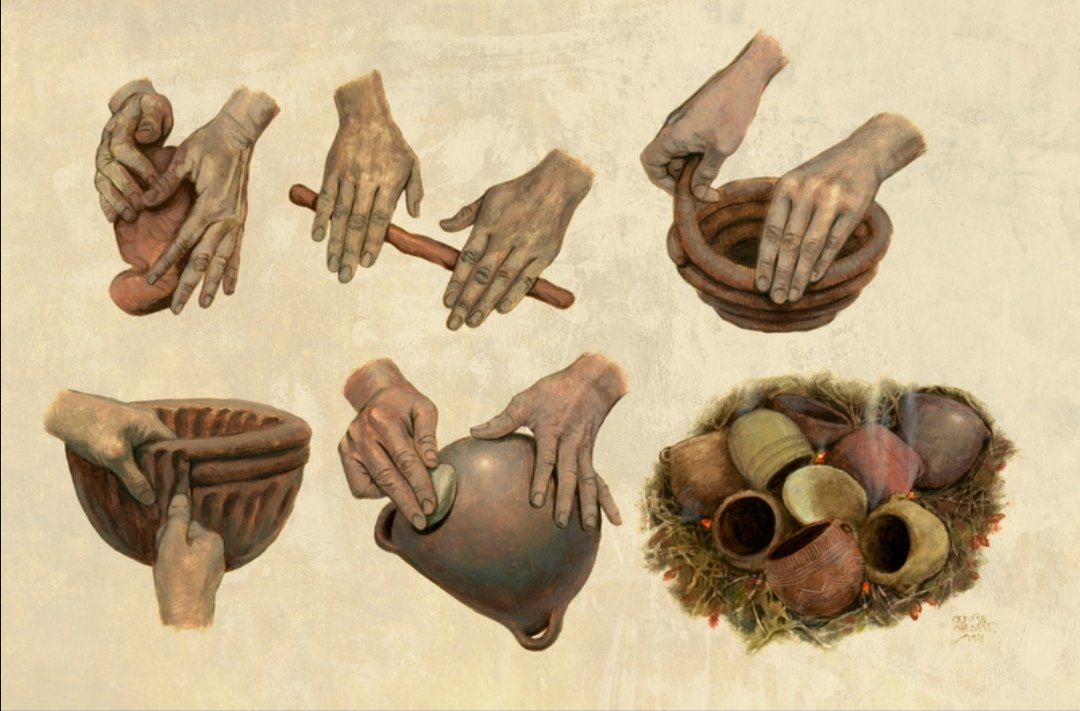
Diferents passos del procés de la tècnica dels colombins.

En ser aplicats s'aplanen i s'estiren per uniformitzar les superfícies de la peça, amb la finalitat de difuminar els solcs que separen els colombins.

## Aproximació arqueològica a través de l'arqueometria
Actualment, existeixen noves vies de recerca potencials, teòricament com metodològicament, per estudiar materials arqueològics amb capacitat per generar i aportar coneixement històric sobre la tecnologia de les comunitats del passat.
Una d’aquestes és l'arqueometria, una branca de l'arqueologia que aplica mètodes i tècniques d'altres disciplines per extreure tota la informació possible d’una peça arqueològica. En el cas concret de la caracterització arqueomètrica de materials ceràmics, l’objectiu principal és determinar la variabilitat del factor tecnològic i compositiu del conjunt estudiat.
El que és d'interès arqueològic és fer una anàlisi traceològica de les marques i traces que són el resultat de processos de manufactura específics. Es formen per diversos factors: per la manipulació i deformació de les terres, per l’aplicació de força, als components de la matèria primera, i per acabar, pels processos postdeposicionals.
Per abordar aquest tipus d’estudi i inferir en les tècniques que hi ha darrere de cada traça que observem en les peces arqueològiques, s’estableixen trets comparatius analògics i es contrasten els processos de formació a partir de col·leccions de referència experimentals i/o etnogràfiques.